# 索尼影业遭黑客攻击事件

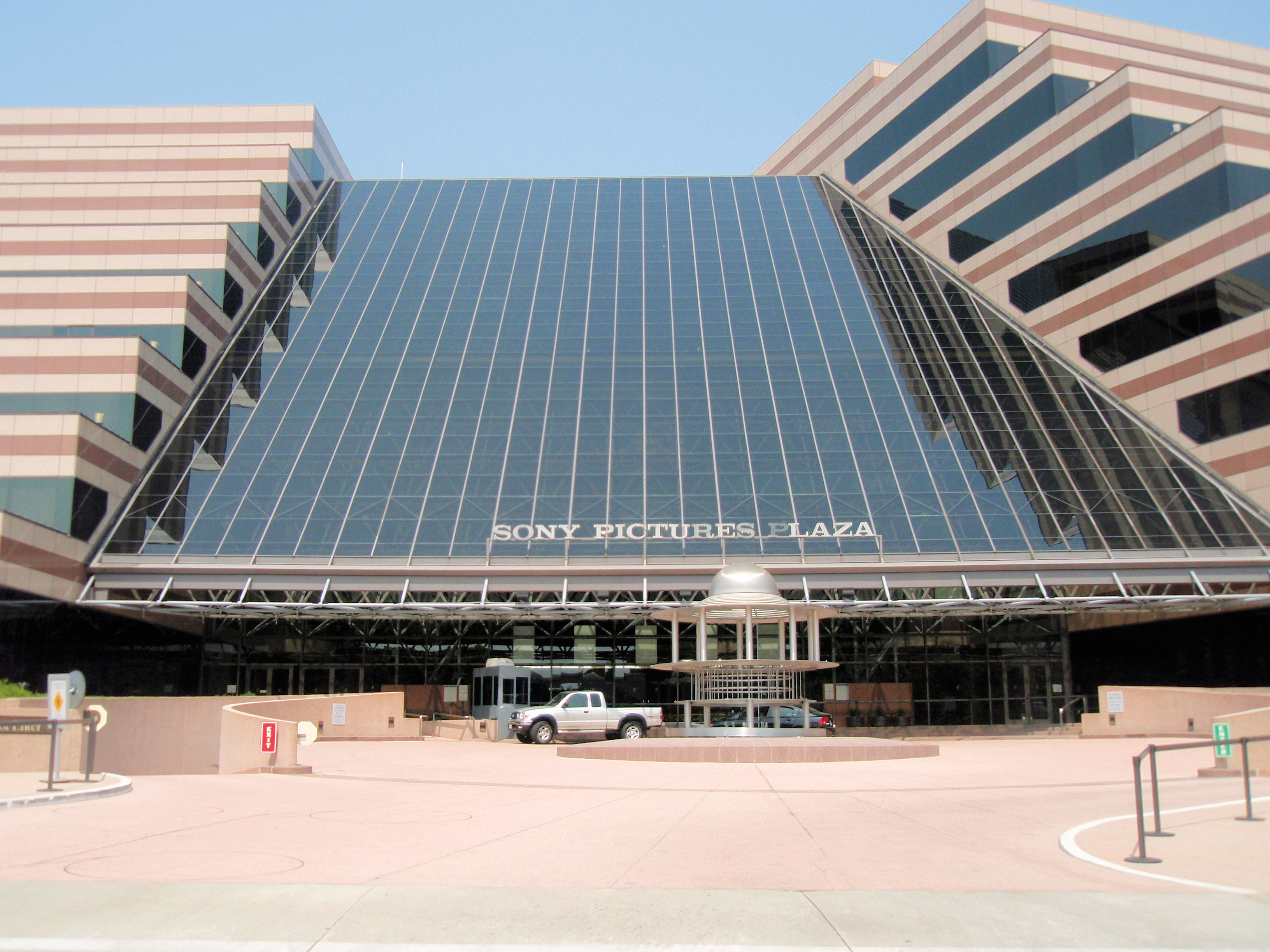
索尼影业在加州卡尔弗城的总部

索尼影業駭客入侵事件是发生于2014年11月24日的一场駭客攻击事件。駭客组织“和平卫士”（Guardians of Peace）公布索尼影业员工电邮，涉及公司高管薪酬和索尼未发行电影拷贝等内容。尽管美国情报官员认为该網路攻击获得朝鲜政府资助，但就北韓是否得到索尼影业内部电脑技术员工的帮助仍存在分歧 。
尽管駭客的动机尚未透露，但行动与即将上映的电影《刺殺金正恩》有关，此片描绘了一起针对朝鲜最高领导人金正恩的暗杀行动；一旦此片发行，駭客扬言发动恐怖主义行动。索尼影业一时计划取消此片的发行，但最終還是在耶誕節如期發行。
2015年1月8日，CNN報導稱，北韓秘密的駭客網路部隊北韓秘密的駭客網路部隊121局在中国辽宁省沈阳市設有秘密据點，七宝山饭店是北韓駭客活动的地點之一；而中方予以否認。

## 背景
“和平卫士”曾多次扬言发动恐怖袭击，自九一一恐怖袭击以来，已引起美国安全部门的注意。朝鲜政府资助的黑客已涉嫌针对上映关于暗杀金正恩的电影《采访》的影院，提出具体的威胁。朝鲜官员此前曾就影片对美国表示关注，指出“允许制作和分销暗杀主权国家现任领导人的电影，应被视为恐怖主义最为露骨的赞助，是战争行为”。
12月17日，美国政府官员表示，他们最初小心朝鲜政府黑客“参与其中”，但白宫内部仍就是否正式指控朝鲜展开辩论，白宫官员正处理“严重威胁国家安全”的局势。人们建议采用类似的恶意黑客工具和技术，用韩国的机构跟朝鲜黑客连接，但官员承认攻击来自朝鲜以外的电脑。12月19日，联邦调查局表示已找到朝鲜政府与网络攻击的关联 。朝鲜拒绝承担责任，但表示朝鲜在全球范围内“有大量支持者和同情者”，有能力应付行动。
同时，美国知名网络情报公司“诺尔斯公司”（Norse Corporation）的官员们在与联邦调查局会面时表示，调查人员无法找到朝鲜“下令、策划或者资助了”这次袭击的迹象，同时认为袭击是由索尼公司一名心怀不满的前员工发动的；但联邦调查局在会面后坚称朝鲜應为袭击负责。
根据《福布斯》文章，早前2006年，索尼的网络曾被质疑存在安全问题，员工密码过于简单。2014年黑客公布的数据显示，索尼在2014年仍在使用这样的密码。

## 获得的訊息及威胁
根据电邮透露的信息，索尼CEO平井一夫向索尼影业联合董事长艾米·帕斯卡施压，要求“淡化”计划上映的索尼电影《采访》的暗杀场面。其他电邮显示帕斯卡跟斯科特·鲁丁谈论安吉丽娜·朱莉，朱莉想让大卫·芬奇执导她的电影《克娄巴特拉》。在电邮中，鲁丁称朱莉“有点撒娇才华”，并称不想让她卷入正在策划的跟史蒂夫·乔布斯有关的电影。帕斯卡将自己将要跟美国总统奥巴马會面的消息透过电邮告诉鲁丁，电邮中奥巴马被称为“种族主义者”；两人提议，应在跟奥巴马会面时，多提些非裔美国人电影，如《被解放的姜戈》、《为奴十二年》、《白宫管家》和《勇者无惧》等关于美国奴隶制和前民权时代电影。帕斯卡和鲁丁随后出面道歉。
黑客声称从索尼获得超过100TB的数据，泄露揭示了哥伦比亚影业目前大热门的蜘蛛侠系列电影后台政治的多个细节，其中包括帕斯卡和漫威影业多位高管的电邮，意外揭示雙方對於蜘蛛人在漫威電影宇宙現身的談判。 。除了邮件，于2015年发行的詹姆斯·邦德电影《大破魔鬼党》的剧本复件被公布。索尼影业未来的数部电影，包括《安妮：纽约奇缘》、《特纳先生》、《我想念我自己》和《写爱于臂上》也被泄露。黑客打算在2014年12月25日发布更多的信息，当天是已被取消的《采访》在美国发布的日子。
12月16日，黑客组织“和平卫士”率先提到《采访》，扬言要在12月18日要对影片在纽约阳光电影院的首映礼、以及12月25日全美上映日发动恐怖袭击。索尼在翌日推迟影片的上映。
12月18日，两条据称来自“和平卫士”的消息被发布：一条是索尼高层的秘密消息，称不要发布电影，并将影片消息从互联网上删除；另一条在此前“和平卫士”用来发布消息的文本存储Web应用程序Pastebin发布，称片方「承受的够多了」，他们可能允许《采访》上映，尽管金正恩的死亡场面不太让人高兴。该帖子还指出，公司不能“再让他们当活靶子”，“若（索尼）走别的路，（他们）就要准备开战。”

## 反应
2014年12月，索尼要求媒体停止报道黑客攻击事件。若媒体不遵守，索尼将采取法律行动。但法学教授尤金·沃洛科（Eugene Volokh）认为，索尼的法律威胁“无效”。
出演电影的塞斯·罗根和詹姆斯·弗兰科回应黑客事件时，表示不知道电影是否是事件矛头，但后来取消了关于电影于2014年12月16日在纽约首映媒体见面会。美国编剧亚伦·索尔金曾在《纽约时报》撰写专栏，称媒体协助黑客发布和报道泄露的消息。奥巴马在年终记者会上谈到了索尼的黑客攻击事件，表示他认为索尼在拍片子时犯了个错误，制片方“不应被这种行为吓到”。为回应奥巴马总统的表态，索尼娱乐CEO迈克尔·林顿在CNN访谈节目《安德森·库珀360°》上表示，美国公众、媒体和奥巴马误解此事件。林顿表示，他们将另外处理未来电影的分销，并称“尚未放弃，而且并未退缩。我们一直有着让每位美国民众都能看这部电影的愿望”。
遭到威胁的上映《采访》的院线有卡米克影院（Carmike Cinemas）、领带影院（Bow Tie Cinemas）、富豪娱乐集团（Regal Entertianment Group）、AMC电影院和喜满客影城，都宣布不上映《采访》。同日，索尼表示允许院方下架《采访》，但后来决定电影于12月25日在全美铺开上映，并宣布家庭录影等平台“未有进一步的发行计划”。铺开发行影片招致包括本·斯蒂勒、史蒂夫·加瑞尔、罗伯·劳、吉米·坎摩尔和贾德·阿帕托在内的好莱坞制片人和演员的批评。有评论家将情况对比2004年无争议上映的讥讽朝鲜前领导人金正日的《美国战队：世界警察》。阿拉莫影院准备将《采访》换成《美国战队》，直至影片的发行商派拉蒙下禁令。
由于索尼制作《采访》时的威胁，摄政娱乐公司取消其2015年3月制作基于漫画小说《平壤》的计划，该电影由史蒂夫·加瑞尔主演。
2014年12月19日，美國總統奧巴馬鄭重聲明將對索尼影業遭受的毀滅性網路攻擊做出回應，他將攻擊歸咎於朝鮮，並斥責這家好萊塢電影公司向他所稱的在美國實行審查制度的外國獨裁者屈服。他說，網路攻擊給索尼造成了很大的損失，但該公司不應該因為受到威脅而停止公開發行《刺殺金正恩》(the Interview)，這是一部諷刺朝鮮領導人金正恩被暗殺的影片。奧巴馬在年終新聞發佈會上表示:“我們將做出回應。”“我們會做出適當的回應，我們會在我們選擇的地點、時間和方式做出回應。”
2014年12月19日，人權觀察亞洲宣傳總監约翰·希福顿号召好莱坞反制朝鲜政府的威脅。在他的评论中，希福頓写道：“如果好莱坞震驚於上一週發生的狀況，他们应该借他们日漸上升的名望努力使联合国提高对朝鲜人权現况的關注。”。

## 官司
2014年12月15日，两名前索尼影业员工状告索尼影業不保护他们被駭客泄漏的数据，其中包括社会保障号码和医疗信息。